# Phare d'Eckmühl
Vous lisez un « bon article » labellisé en 2008.
Pour les articles homonymes, voir Eckmühl.
Le phare d'Eckmühl, aussi appelé phare de Penmarc'h, est un phare maritime situé sur la pointe de Saint-Pierre, à Penmarc'h, dans le Finistère, en France. Il mesure plus de 60 mètres de haut, ce qui fait de cet édifice le plus grand des trois phares du site de Saint-Pierre. Il a été inauguré le 17 octobre 1897 et doit son nom au titre de noblesse de la donatrice qui l'a en grande partie financé. Il sécurise l'une des côtes les plus dangereuses de France en raison de ses nombreux récifs.
Ses murs sont entièrement bâtis en pierre de Kersanton et la paroi interne de sa cage d'escalier est recouverte de plaques d'opaline. C'est aujourd'hui l'un des monuments les plus visités du Finistère.
Le phare fait l’objet d'une inscription au titre des monuments historiques depuis le 26 septembre 2005 et d’un classement depuis le 23 mai 2011.

## Construction

### Contexte

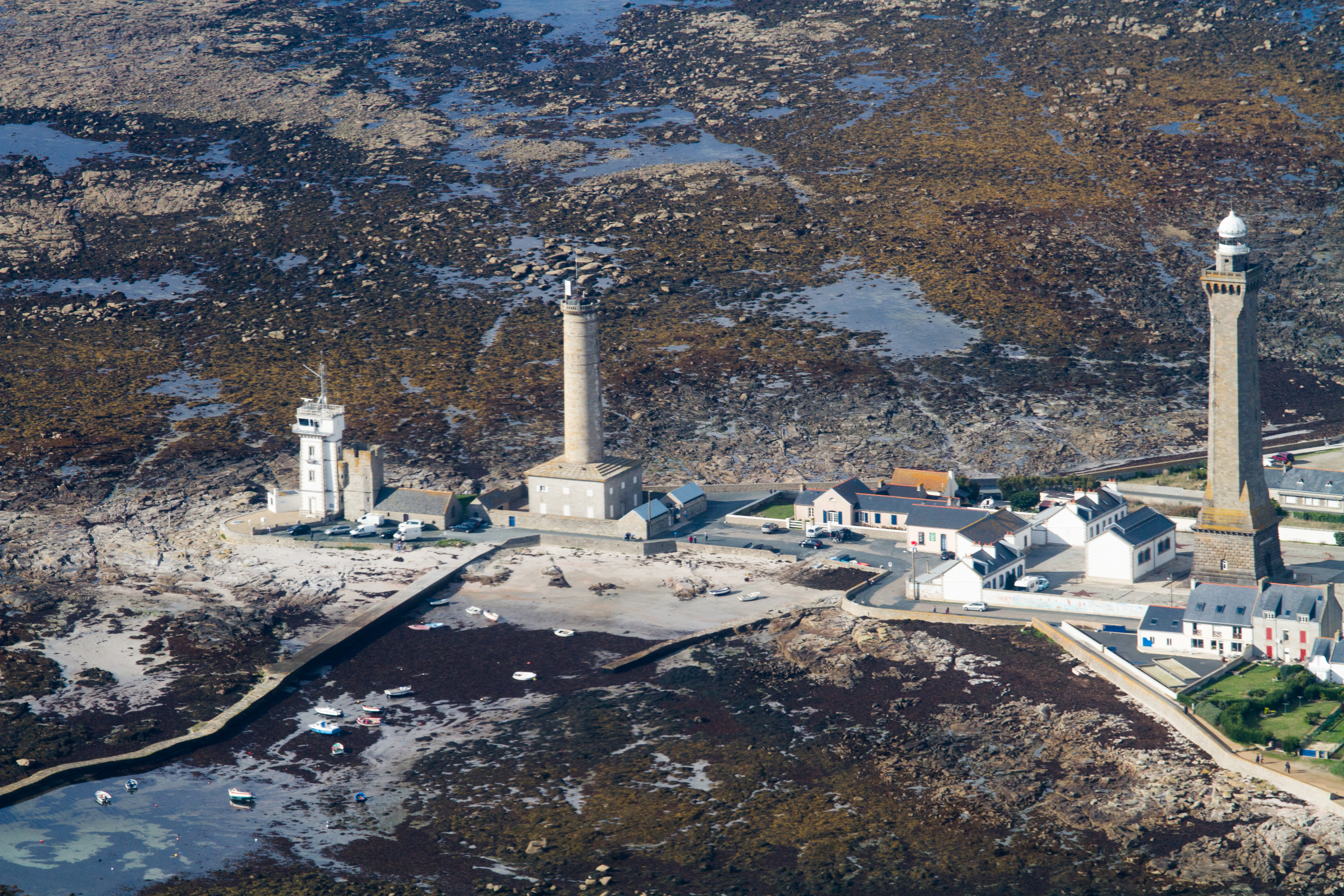
Le sémaphore et les trois générations de phares : la « Vieille Tour », l'ancien phare de Penmarc'h et le phare actuel.

La construction du phare d'Eckmühl intervient à une époque où, après plus de deux siècles de marasme, l'économie de Penmarc'h se relève notamment grâce au lancement de conserveries de sardine dans le quartier de Saint-Guénolé et à la pêche à la sardine et au maquereau, entraînant également un fort accroissement démographique. Il éclaire un des points les plus dangereux de la côte bretonne.
Le phare d'Eckmühl a été construit à côté des deux phares précédents, au village de Saint-Pierre. Avant lui ont été utilisés la « Vieille tour » (tour carrée adossée à la chapelle Saint-Pierre et flanquée d'une échauguette en cul-de-lampe) qui servit de tour de vigie et peut être de tour à feu au début du XVe siècle, puis le « phare de Penmarc'h », mis en service en 1835 et prédécesseur direct d'Eckmühl. La France décide dans une loi du 3 avril 1882 de moderniser la signalisation maritime de ses côtes, notamment en procédant à l'électrification de ses phares les plus importants, dont celui de Penmarc'h. Le projet de son nouvel éclairage prévoit un faisceau à 60 mètres de hauteur. Le phare de l'époque mesure 40 mètres et une étude conduit à l'impossibilité technique de suffisamment le rehausser, condition nécessaire à l'établissement d'un éclairage portant en moyenne à 100 kilomètres. En 1890 il est donc décidé de la construction d'un nouveau phare d'une hauteur de 54,20 mètres. Le projet est considéré abouti le 6 octobre 1892, les plans et devis étant acceptés pour une somme totale de 110 000 francs.

### Un financement inattendu

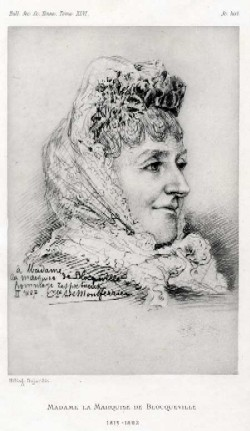
La marquise de Blocqueville, en 1882.

Cependant le 9 décembre 1892 la nouvelle d'un financement inattendu vient modifier ce projet. En effet la marquise Adélaïde-Louise d'Eckmühl de Blocqueville lègue dans son  testament la somme de 300 000 francs pour la construction d'un phare. Ce phare devra se nommer « phare d'Eckmühl » en l'honneur de son père le maréchal Louis-Nicolas Davout (1770-1823), duc d'Auerstaedt, prince d'Eckmühl. Ce titre de noblesse vient de la bataille d’Eckmühl qu'il avait menée le 22 avril 1809 à proximité du village d'Eggmühl en Bavière. La marquise souhaite ainsi par ce geste que « les larmes versées par la fatalité des guerres, que je redoute et déteste plus que jamais, seront ainsi rachetées par les vies sauvées de la tempête ». Elle désire également que ce phare soit situé sur la côte bretonne et en un lieu sûr pour résister au temps. Après étude, une commission décide qu'il sera édifié sur la pointe de Penmarc'h.
Afin de se conformer aux vœux de la donatrice, ils s'adjoignent les services d'un architecte parisien, Paul Marbeau (1843-1907), pour la partie décorative de la tour, une première dans l'histoire moderne des phares.

### Construction du phare

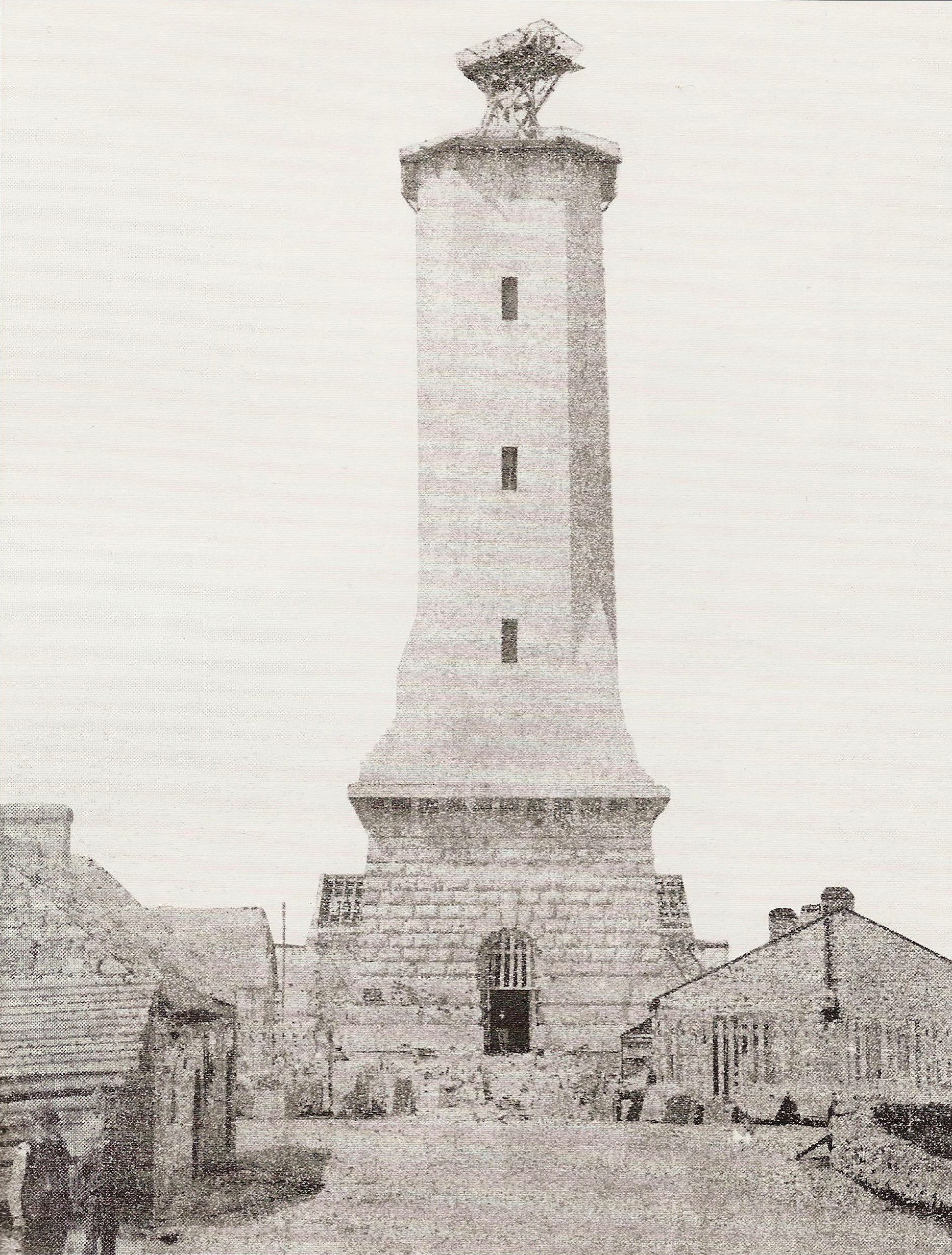
Le phare pendant sa construction vers 1895.

Le phare dispose d'un budget de 600 000 francs et sera situé à 122 mètres à l'est de l'ancien phare. Les travaux débutent en septembre 1893 et sont assurés par l'entreprise Vabre pour un coût de 640 000 francs, soit le double du legs. Les travaux vont durer quatre ans. 
L'ancienne maison des gardiens du phare et un calvaire sont détruits lors de la construction du phare d'Eckmühl.

#### Origine et acheminement des matériaux
Le sable vient de Toul ar Stêr, les moellons de Poulgallec, dont la carrière est remplacée par celle de Talarou en mars 1896, et de la grève à l'ouest du sémaphore. La chaux hydraulique, dont la qualité est étroitement surveillée, vient des fours de Marans d'où elle est convoyée par bateau jusqu'à Loctudy puis par charrette jusqu'à Saint-Pierre. Le ciment Portland vient de Boulogne. Enfin le granite de Kersanton vient de Brest où il est préalablement taillé en blocs puis acheminé par la mer dans des gabares jusqu'au port de Kérity. Préféré pour des raisons financières, le transport maritime est difficile, entraîne de nombreux retards et des augmentations du coût total, et rallonge le chantier. Du retard est également causé par un manque d'ouvriers.
Du granite provient aussi de l'île de Penfret dans l'archipel des Glénan si l'on en croit le témoignage de Victor-Eugène Ardouin-Dumazet : « La petite cale où nous débarquons est animée en ce moment par la présence d'une grosse embarcation qui charge des pierres destinées à la construction d'un nouveau phare à Penmarc'h. Le granit de Penfret se débite facilement ; les abords de la cale sont devenus une carrière où l'on extrait la roche ».

#### Construction de la tour
La couche de mortier des fondations est recouverte de goudron pour empêcher l'humidité de monter dans les murs. Le socle est réalisé grâce à un échafaudage facilitant l'accès au chantier et à une sapine permettant de monter les blocs de granite. Le fût et la corniche sont réalisés à l'aide d'une sapine posée à l'intérieur de la tour, en haut de laquelle les blocs sont hissés par une chaîne qui passe en haut dans une poulie et en bas dans un treuil activé par un moteur à vapeur. Les blocs sont ajustés depuis un échafaudage extérieur amovible. Ces deux dispositifs sont périodiquement rehaussés, forçant une pause dans les travaux. Les plaques d'opaline laminées et cintrées revêtant la paroi interne sont posées depuis un échafaudage tiré par une chaîne remontant dans l'axe de la tour.
Le chantier est entaché d'un grave accident : pendant le lavage de l'extérieur, une chaîne soutenant un échafaudage casse et 7 ouvriers font une chute de 10 mètres et sont blessés. Un d'eux est rendu aveugle par l'acide qui est utilisé pour son travail.

### Inauguration
Le phare, dont l'inauguration est initialement prévue pour le 7 octobre 1897, date du 5e anniversaire de la mort d'Adélaïde-Louise d'Eckmühl de Blocqueville, est finalement repoussée au 17 octobre 1897 pour ne pas coïncider avec la grande foire annuelle de Pont-l'Abbé. Cette inauguration donne lieu à de nombreuses festivités décrites dans les journaux de l'époque.

## Architecture et aménagement

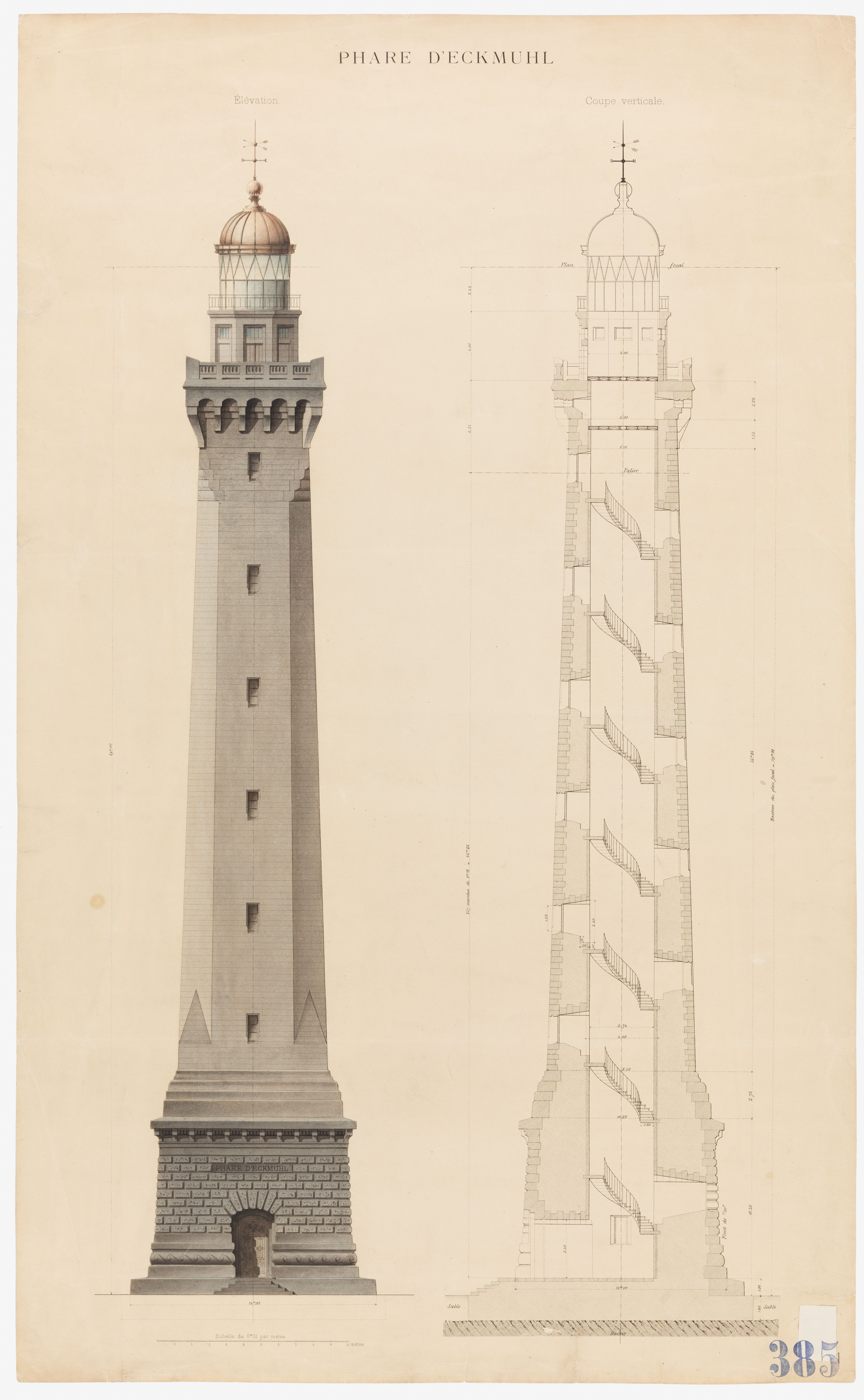
Élévation du Phare d'Eckmühl

Le phare se situe dans une cour rectangulaire d'environ 80 mètres par 60. Elle est ceinte d'un mur, dont la face nord qui n'est pas directement exposée à la mer n'a été construite qu'en 1924 à la suite d'un raz de marée. Elle contient en outre les logements des gardiens contre son extrémité ouest et la machinerie près de la face ouest de la tour. Le sol de la cour est décoré, symétriquement aux pieds des faces nord et sud du phare, de deux grands dessins en pierre d'ancre et d'étoile à cinq branches.
Le phare est structuré, de bas en haut, comme suit :
- une base carrée de 1 m de hauteur ;
- un soubassement carré de 9,43 m ;
- un socle carré de 2,96 m ;
- un corps de 32,63 m ;
- une corniche carrée de 6,81 m ;
- un campanile de 4 m ;
- une lanterne de 9,50 m.

Ses murs sont entièrement faits de granite de Kersanton et ses fenêtres de chêne de France huilé. Pour accéder jusqu'à la lanterne il faut monter un total de 307 marches.

### Soubassement
Le soubassement à section carrée passe à un fût de plan octogonal. Les murs extérieurs de ce piédestal sont décorés, dans leur partie inférieure, d'une puissante moulure de 2,54 m de hauteur, puis de neuf assises de refends et bossages rustiques que surmonte une corniche. Ils sont percés de la porte d'entrée du phare sur la face est et de trois fenêtres sur les trois autres faces. Les cinq marches du perron mènent à la salle basse à laquelle on accède par une porte à deux battants : faite en acajou d'Australie verni, elle contient deux vantaux vitrées recouverts de panneaux en bronze et cuivre patinés au vert antique, formant un grillage à fleurons sur lequel se détache un médaillon en cuivre moulé, encadré de deux palmes de chêne et de laurier. Elle est surmontée d'une imposte également recouverte d'un panneau en bronze, formant également un grillage dont les barreaux sont terminés par des palmettes. Ils supportent un écusson orné de motifs symboliques. Cette porte ouvre sur la galerie d'accès à l'escalier dont les murs sont ornés de deux plaques de porphyre encadrées d'une guirlande de bronze médaille repoussé et patiné. Les inscriptions rappelant un extrait du testament de la marquise et les victoires du maréchal sont gravées sur ces plaques.

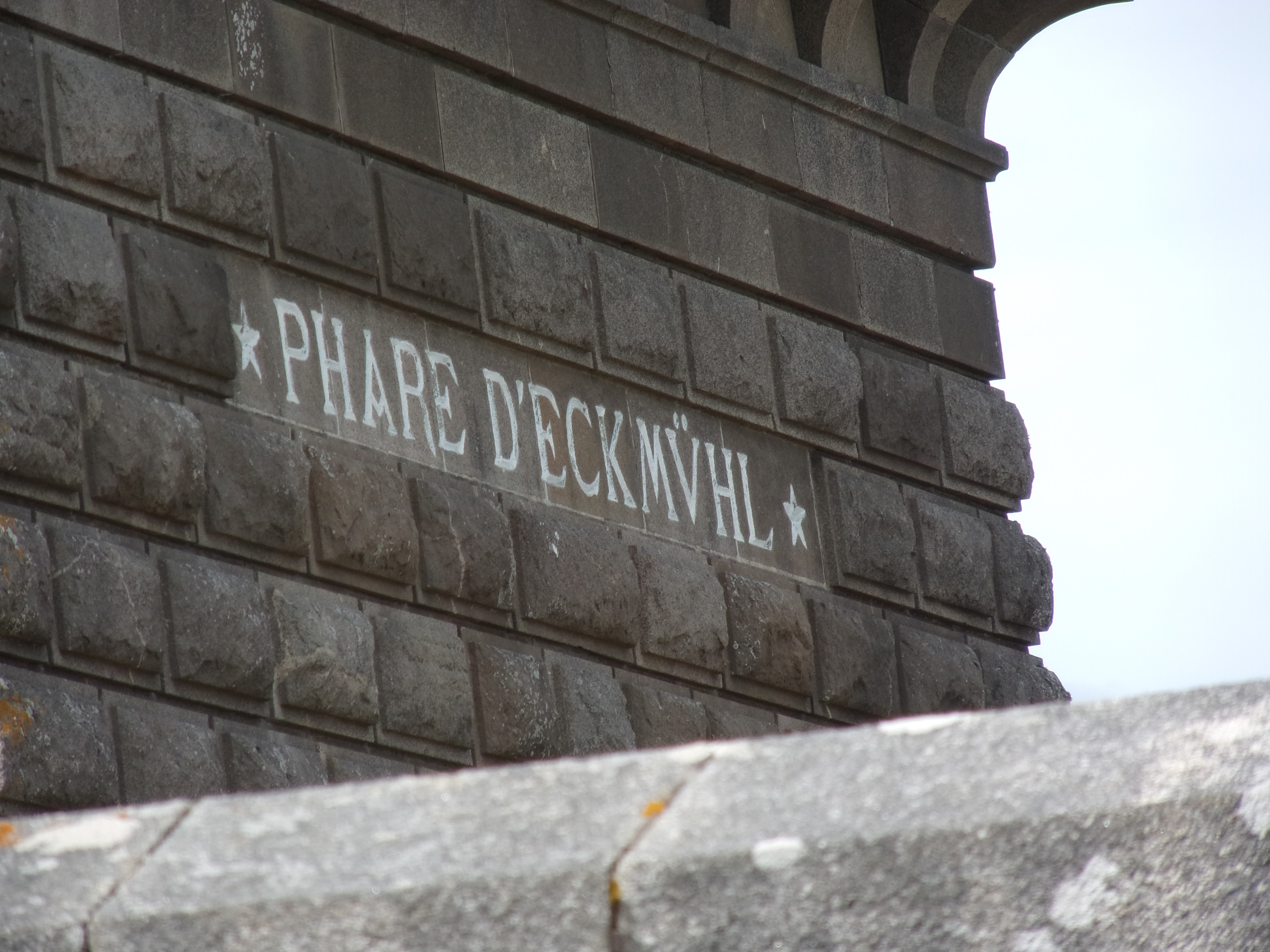
Soubassement carré du phare.
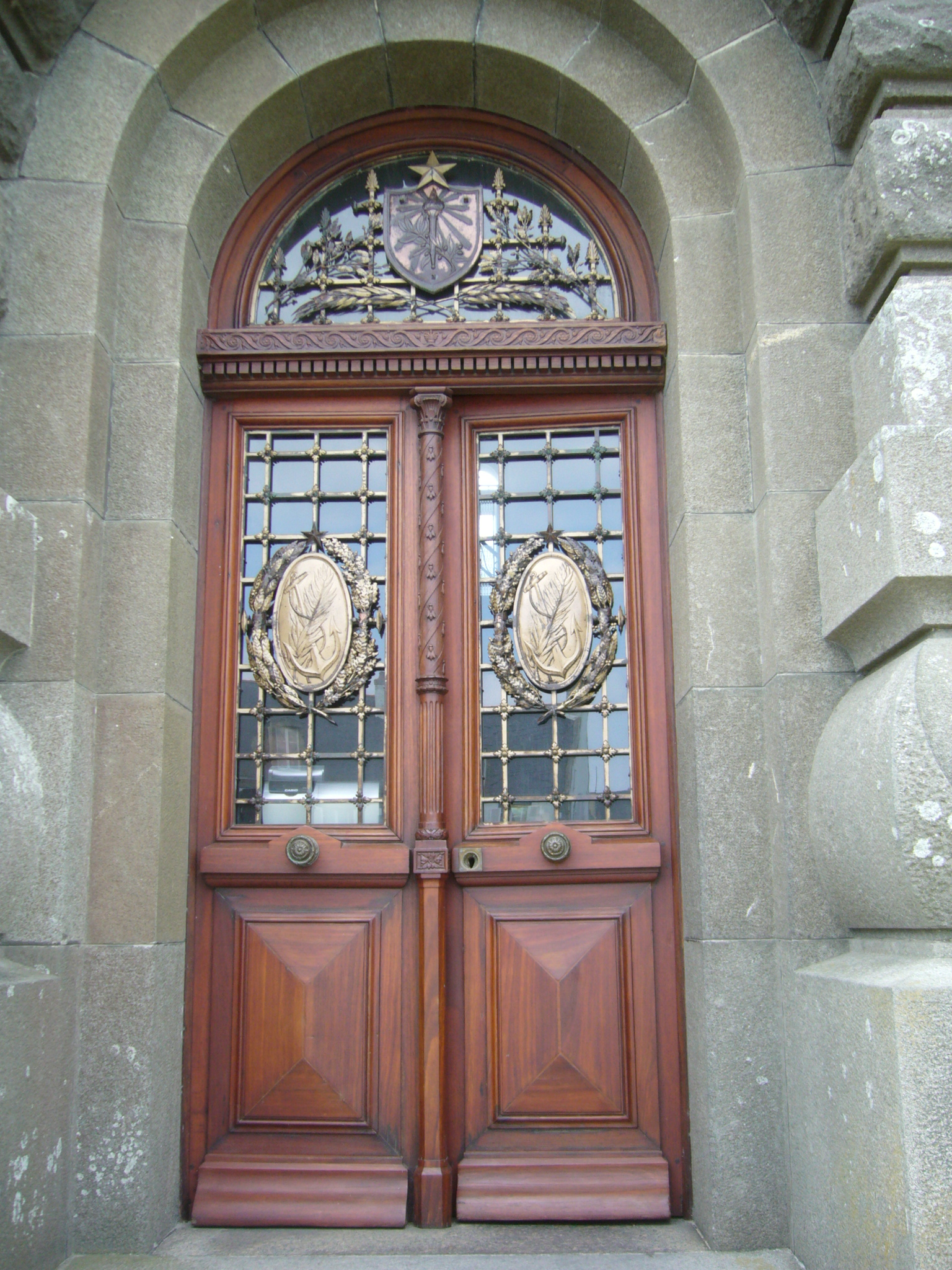
Porte d'entrée.
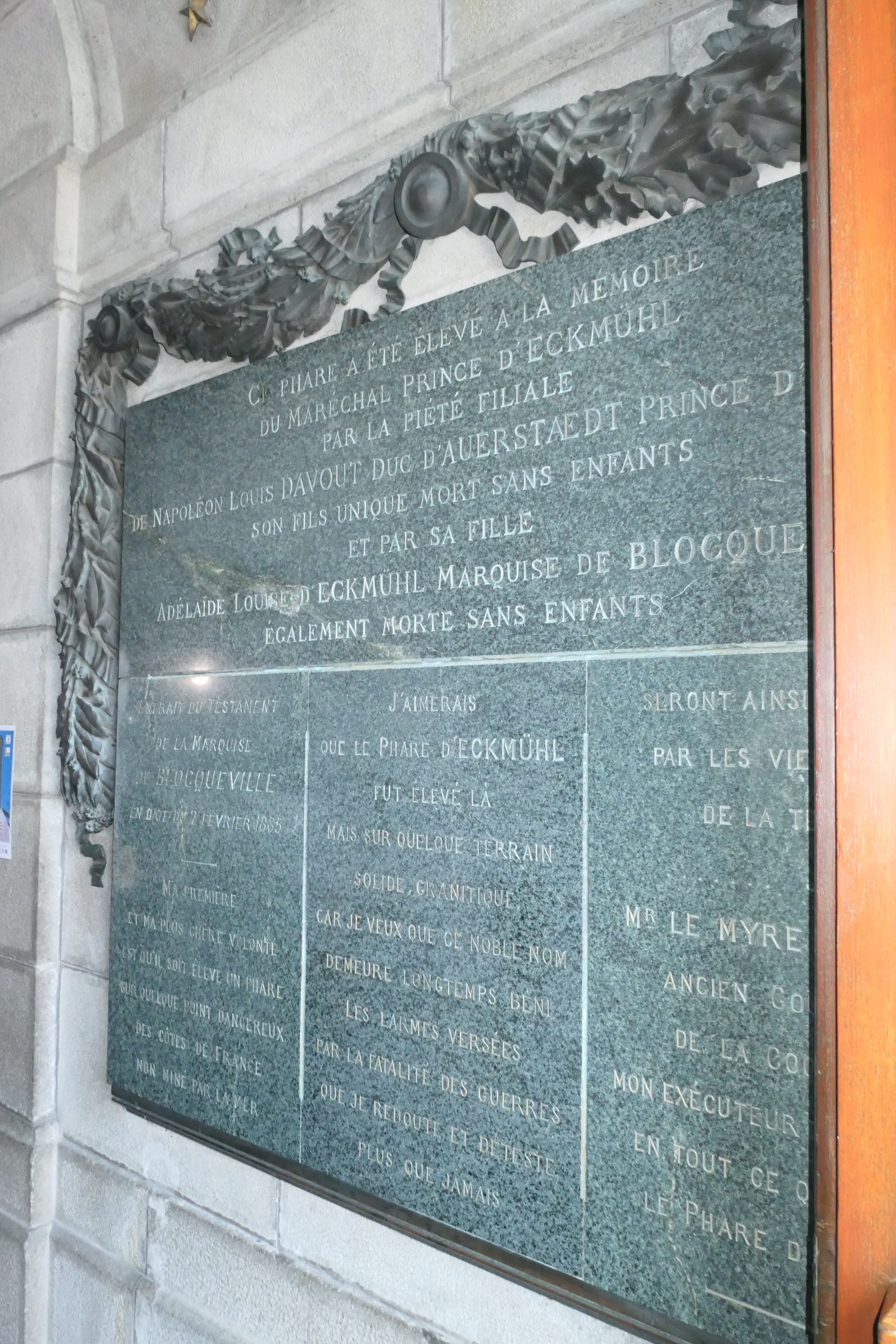
Une plaque de porphyre.

### Corps
Le corps de la tour est octogonal à l'extérieur et cylindrique à l'intérieur. Ses murs sont percés de six fenêtres sur la façade est et cinq fenêtres sur la façade ouest, sur le long de laquelle courent également des câbles et sont plantées des antennes. Le parement interne est recouvert de carreaux blancs d'opaline dont la couleur bleutée favorise la diffusion de la lumière et qui sont très faciles d'entretien par un simple nettoyage. Ces carreaux fabriqués spécialement par la manufacture Saint-Gobain constituent un système de condensation d'eau ruisselant sur le mur qui permet de maintenir l'atmosphère de la tour du phare plus sèche, évitant ainsi que l'humidité ne rende glissante les marches.
Il contient un escalier à vis de 272 marches. Ces marches en kersanton mesurent 18 centimètres de haut, 80 centimètres de large et sont encastrées de 24 centimètres dans le mur. La paroi autour de l'escalier est ponctuée de renfoncements à chaque fenêtre. Le plafond est recouvert de 22 plaques de marbre bleu turquin posées sur des nervures de rayons de bronze qui convergent vers une rosace de bronze centrale. La rampe, faite de 2,565 tonnes de bronze, comporte un barreau par marche. Le pilastre a une forme qui imite celle du phare d'Eckmühl. Les 272 marches de l'escalier en colimaçon permettent d'atteindre une plateforme (appelée palier de repos) depuis laquelle une série de 13 marches plus raides mènent à la salle d'honneur du campanile. La porte d'accès de cette salle est formée d'un vantail massif en bronze qui vient s'appliquer sur le parement de la tourelle.

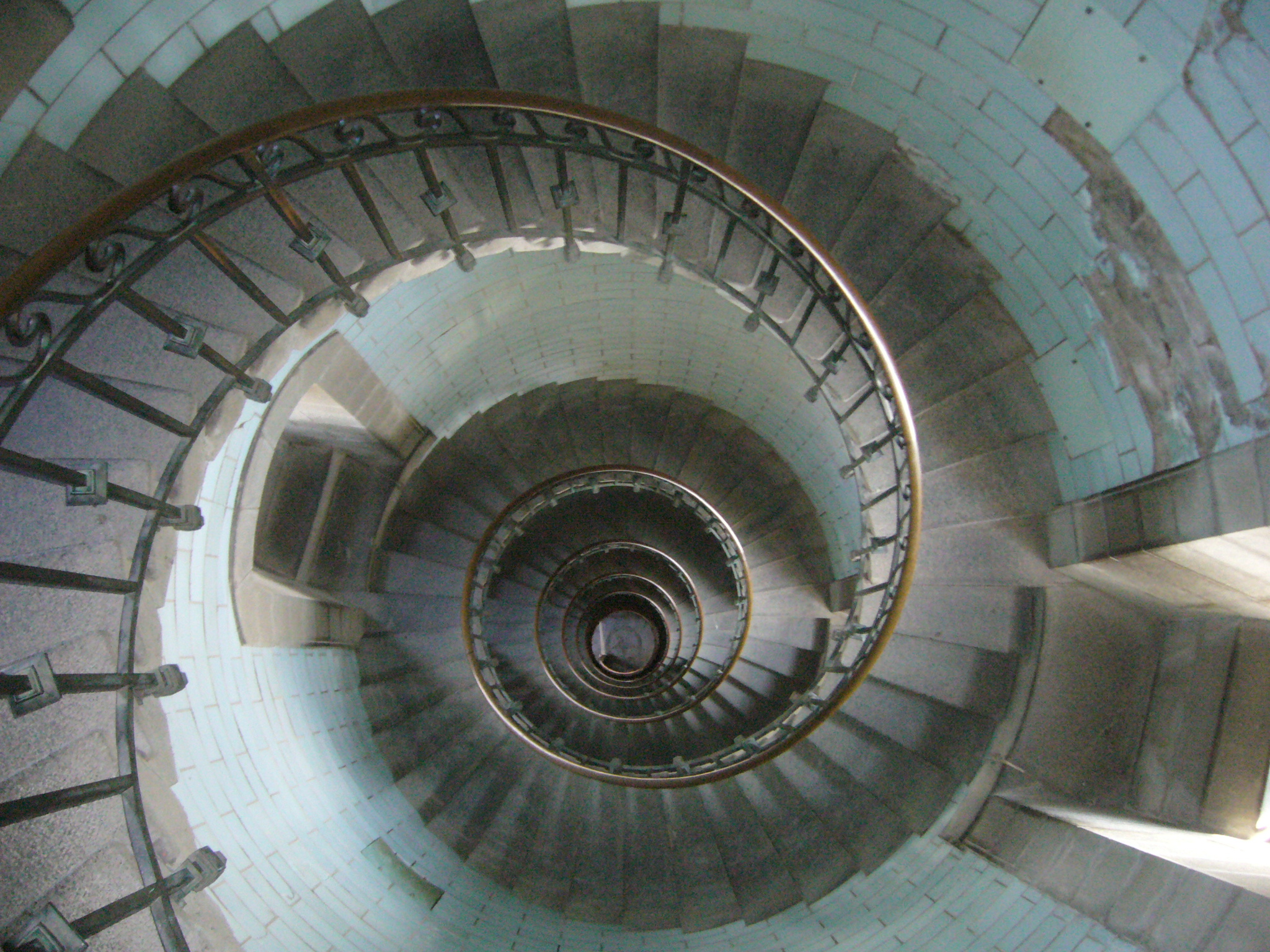
Escalier du corps, vu d'en-haut.
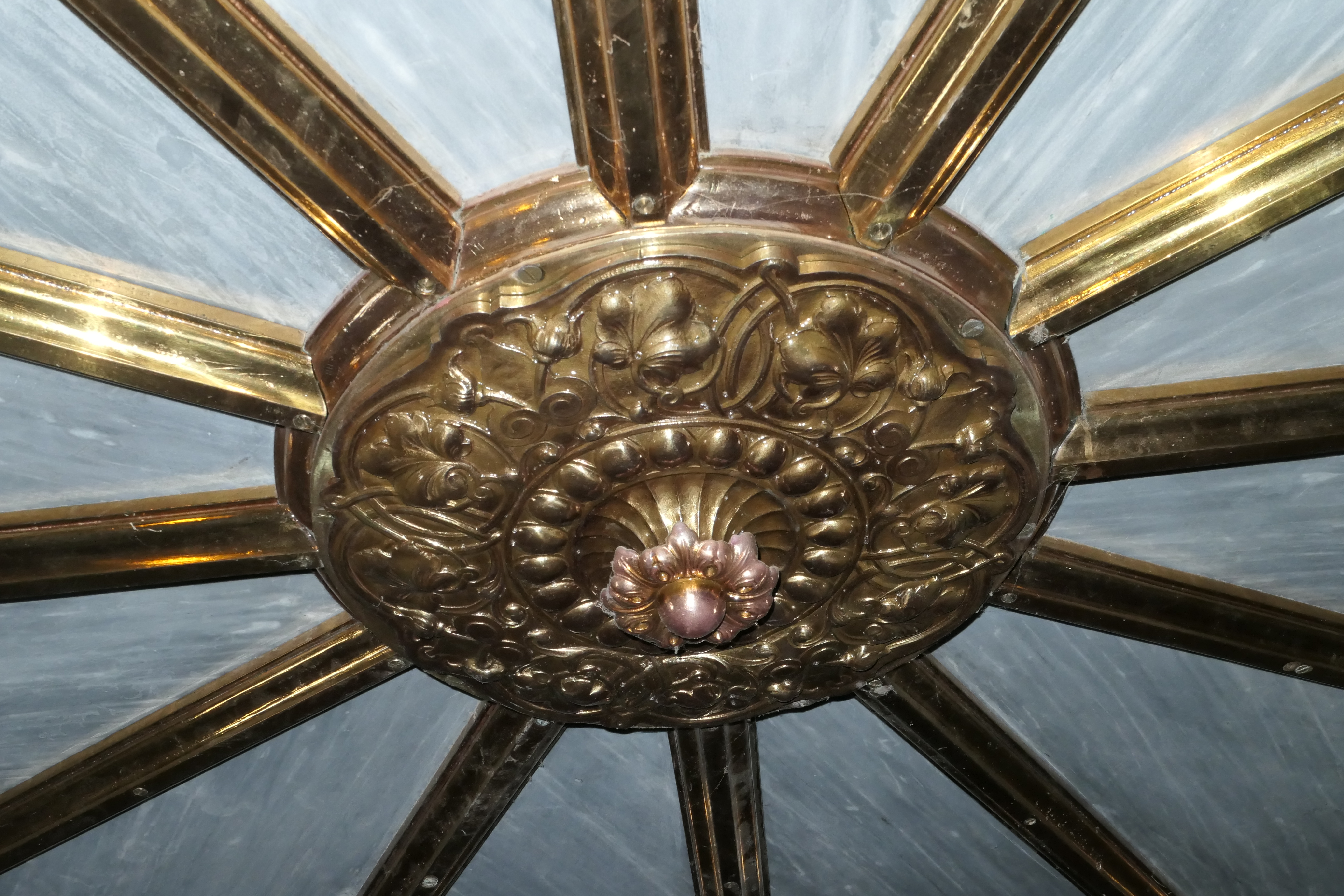
Le plafond en marbre bleu turquin.

### Campanile

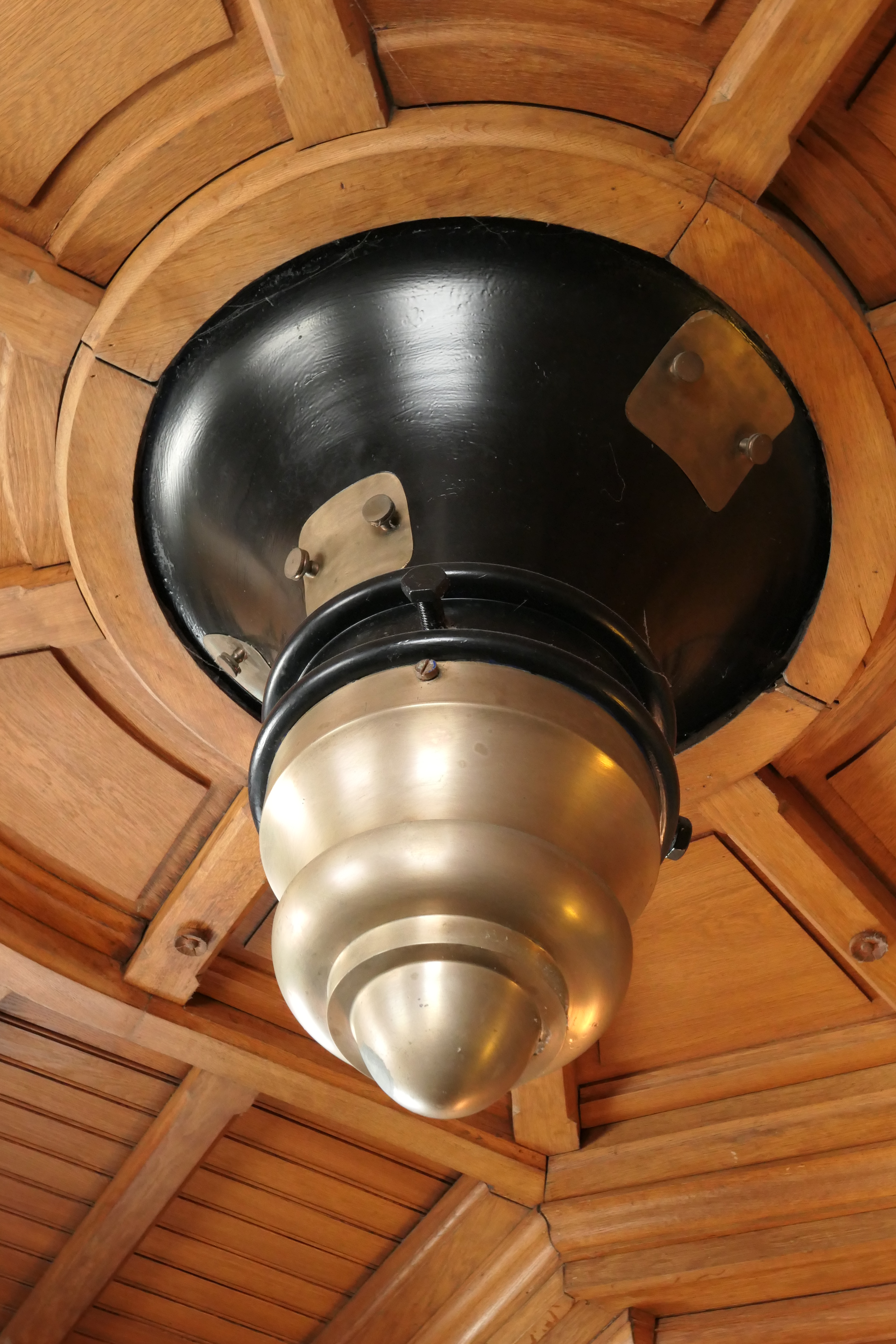
Le plafond de la salle de veille est orné de 29 caissons à nervures rayonnantes autour d'un cul-de-lampe qui cache la dernière partie technique de l'axe de rotation du plateau portant les lentilles de Fresnel.

Le campanile est une tourelle octogonale de quatre mètres de hauteur entourée d'une balustrade en granite qui permet d'en faire le tour. Ce parapet est porté par une corniche avec consoles et voûtelettes formant un grand encorbellement qui apparaît plus décoratif que fonctionnel alors que dans les phares en mer, il écarte les lames de la lanterne. Cette tourelle contient une salle de veille dite « salle d'honneur », ornée de seize panneaux lambrissés en chêne de France et chêne de Hongrie ciré. Cette salle de vigie servait de refuge au gardien pendant son quart. Depuis le lit encastré dans les boiseries, il pouvait vérifier le bon fonctionnement de la lanterne grâce à un système de réflecteurs qui éclairait une des quatre fenêtres à glaces dormantes biseautées avec cadres en bronze. Une statue en bronze de Louis-Nicolas Davout (réduction de la statue érigée à Auxerre en son hommage) sur un socle de porphyre vert, y est érigée. Derrière cette statue d'Auguste Dumont (1866) fondue par Victor Thiébaut, une plaque de porphyre mentionne les titres et les dignités de Davout. De chaque côté de cette plaque sont encastrées, dans les panneaux de menuiserie, les deux faces de la médaille commémorative gravée par le graveur Chaplain. Une porte latérale donnait jadis accès au système électrique de la corne de brume qui émettait un son semblable à un mugissement, d'où son surnom de la « vache d'Eckmühl ». Une porte adjacente dissimule les 17 dernières marches de l'escalier en fonte qui permet aux techniciens des phares et balises d'accéder à la lanterne.
|                             |
| Statue en bronze de Davout. |

|                          |
| Balustrade du campanile. |

| |
| Le chemin de ronde du campanile offre aux visiteurs une vue panoramique sur la presqu'île de Penmarc'h (ici la barrière rocheuse des Étocs). |

### Lanterne

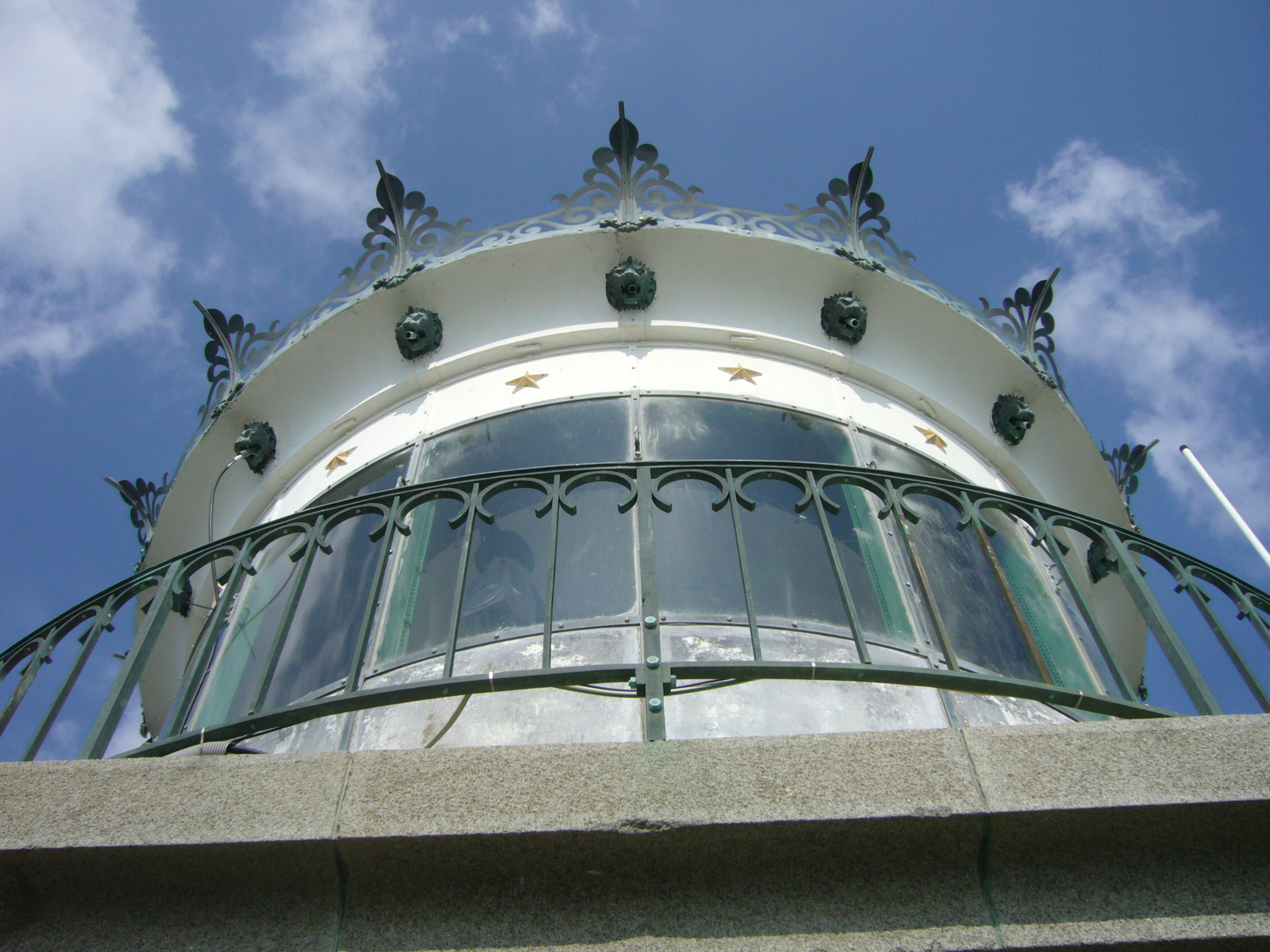
La lanterne.

Une dernière série de 17 marches mène à la lanterne métallique de 4 mètres de diamètre peinte en blanc à l'extérieur. Celle-ci a une paroi interne boisée puis en verre entrecoupée de barreaux à partir de mi-hauteur. Elle est chapeautée d'une coupole ceinte d'un chéneau orné de gargouilles en tête de lion et de feuilles d'acanthe, surmontée d'un piédestal qui servait à soutenir une boule métallique qui n'est plus en place. Un balcon bordé d'une rambarde métallique fait le tour de la lanterne.
La lanterne contient l'appareil optique, composée de deux optiques jumelles à quatre lentilles de Fresnel posées au-dessus du moteur qui les fait tourner, et qui diffusent huit faisceaux se rejoignant par paire pour n'en former que quatre.

## Fonctionnement

### Alimentation
Le phare est directement électrifié lors de sa mise en fonctionnement en 1897. Les moteurs qui l'alimentent sont abrités dans le local de 153 mètres carrés situé à son pied. L'électricité permettant au phare de fonctionner est fournie grâce à des alternateurs de type Méritens. Ceux-ci sont entraînés par un arbre de transmission, lui-même entraîné par des courroies en tissu actionnées par des machines à vapeur d'une puissance moyenne de 12 chevaux. Ces dernières consomment chaque année 125 tonnes de charbon acheminé par caboteurs depuis Saint-Nazaire jusqu'au port de Kérity. En 1901, le phare d'Eckmühl est le plus puissant du monde avec celui de Créa'ch.
Les deux moteurs sont remplacés en 1910 par des nouveaux d'une puissance de 23 et 33 chevaux et consommant 175 tonnes de charbon par an. En mai 1929 le phare est relié au réseau électrique de la ville. Pour contrer les pannes de secteur, une batterie d'accumulateurs est installée en 1931 et prend automatiquement le relais en cas de besoin.

### Appareil optique

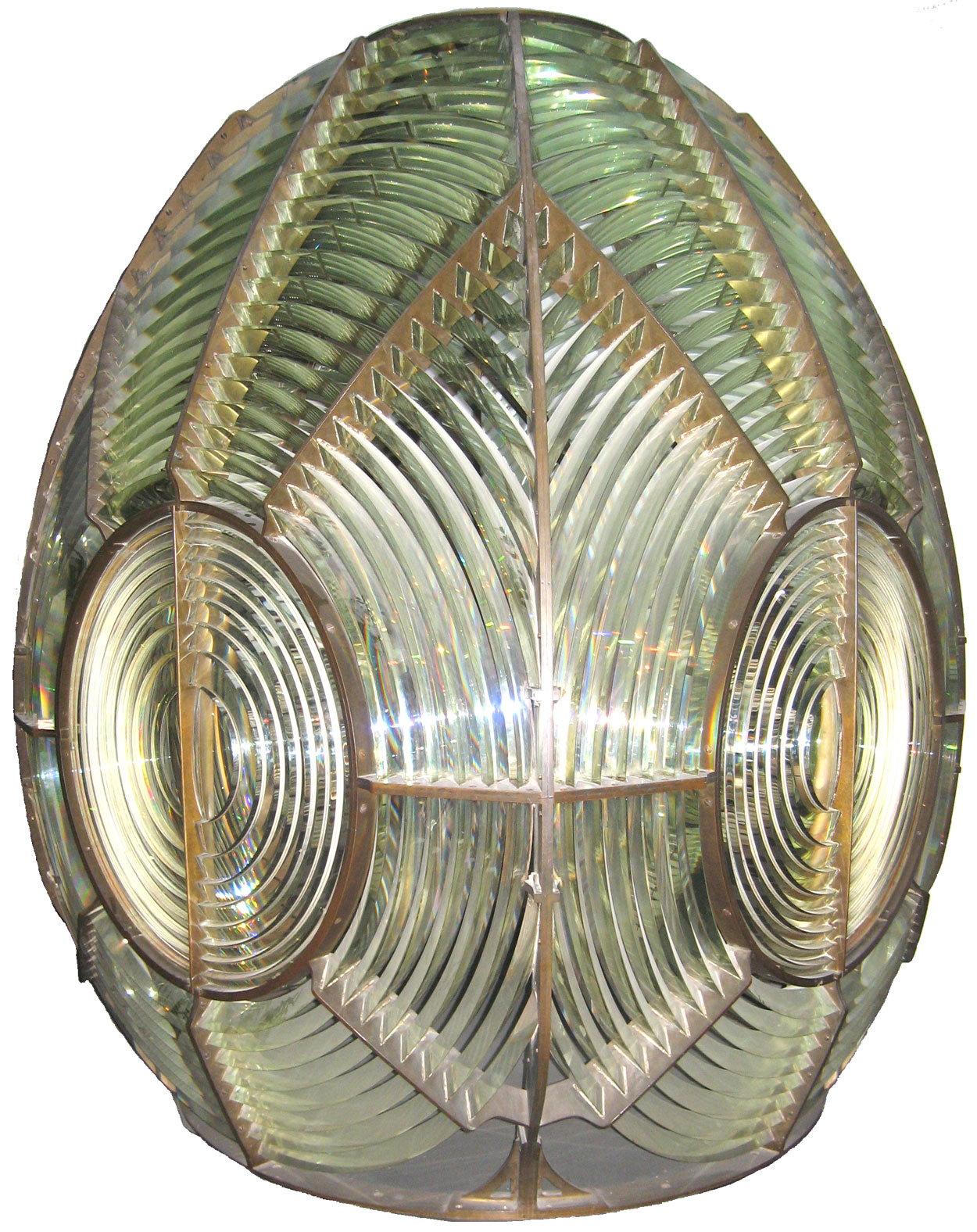
Une lentille de Fresnel.

L'équipement optique est fourni par l'entreprise parisienne Sautter-Harlé et Cie. Le phare d'Eckmühl est le premier de France à émettre de la lumière en utilisant deux optiques. Ce système permet, pour la même consommation électrique d'une seule grosse optique, d'obtenir un faisceau plus puissant et est plus économique.
Ces optiques sont des lentilles de Fresnel à quatre panneaux renfermant chacune une lampe halogène. Les lampes d'origine étaient des lampes à incandescence traditionnelles. Les lentilles sont mises en rotation par un moteur électrique et reposent sur un support lui-même plongé dans un bain de 100 kilogrammes de mercure pour limiter autant que possible les frottements. Elles font un tour complet en 20 secondes ce qui permet d'obtenir un éclat toutes les cinq secondes.
L'appareil optique a une longueur focale de 30 centimètres. Il produit un éclat d'un dixième de seconde visible jusqu'à 25 milles.

### Signal sonore
Le phare est équipé d'une sirène de Sautter-Harlé depuis son origine. En fonctionnement elle émet un son toutes les minutes entendu à 5 ou 6 milles par temps clair, mais seulement à 2 milles en cas de brouillard très épais. Chaque émission consomme 400 litres d'air sous pression.

### Gardiennage
À sa mise en service en 1897 le phare compte six gardiens, logés pour moitié dans le bâtiment situé dans la cour du phare, les autres habitant dans le soubassement de l'ancien phare. L'électrification du phare en 1929 entraîne une réduction de leur nombre à quatre, ce système nécessitant moins d'efforts pour le fonctionnement et l'entretien. Ils ne seront plus que trois en 1952. Parmi ces gardiens, Louis et Marie Quéméré eurent à plusieurs reprises les honneurs de la presse, par exemple de la revue "Détective" en 1957 sous le titre  Telle fut la vie de Marie Quéméré, une femme toute simple.
Par la suite l'effectif passe à deux. Le phare fonctionne aujourd'hui de façon totalement automatisée. Les deux derniers gardiens titulaires quittent le phare deux jours après son 110e anniversaire, le 19 octobre 2007. Ils sont affectés au phare de l'Île Vierge.

### Autre utilisation
Le phare, en plus de servir à la signalisation maritime, est également utilisé comme site géodésique d'ordre 1 dans le système NTF.

## Histoire

### Entrée du phare dans la vie des habitants

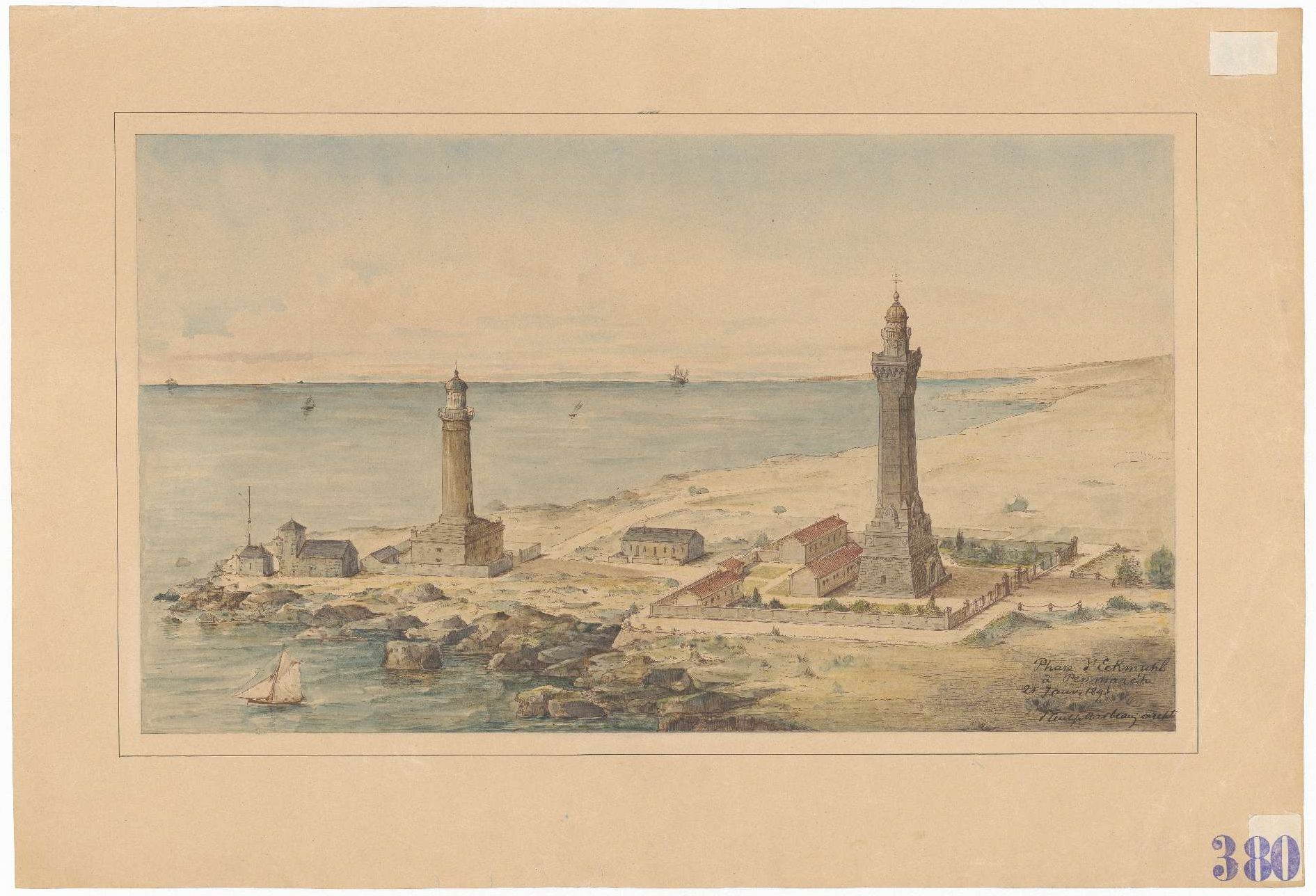
Phare d'Eckmühl (Penmarc'h). Vue cavalière de l'ensemble des bâtiments 1893

Au début du fonctionnement du phare, les marins locaux ont du mal à s'habituer à ce nouvel éclairage qu'ils trouvent parfois éblouissant et dont ils jugent le faisceau trop haut. Des pêcheurs de Saint-Pierre et de Guilvinec formulent des demandes de construction d'éclairages auxiliaires qui se heurtent au refus d'une administration argumentant que les marins se feront à ces nouvelles conditions de navigation avec le temps.
Les habitants de Saint-Pierre vivant dans la misère sont confrontés à la condition envieuse et aux exigences de confort des gardiens de phare qui viennent s'installer. Une plainte est déposée en 1911 contre les gardiens qui sont accusés de profiter et même d'amplifier l'hécatombe d'oiseaux migrateurs, qui parfois s'écrasent contre les glaces de la lanterne de couleur foncée ou s'épuisent en tournant autour, attirés par la forte lumière (pollution lumineuse). Ils vendraient leur viande illégalement. L'administration des Ponts et Chaussées les couvre, allant jusqu'à retourner l'accusation contre les habitants de Saint-Pierre, mais un gardien est par la suite jugé coupable de contrebande. Le phénomène d'attirance se termine plus tard avec la couverture lumineuse homogène totale des côtes françaises.

### Accident mortel
Le 14 juillet 1911, jour de la fête nationale française, en grimpant sur la lanterne pour ajuster un drapeau un gardien glisse et tombe de toute la hauteur du phare. Il meurt le lendemain de ses blessures.

### Occupation allemande
Durant la Seconde Guerre mondiale, Penmarc'h est occupé par les soldats allemands. Sept d'entre eux prennent position dans le phare le 3 août 1940. Les soldats creusent des tranchées dans la cour et occupent progressivement les logements des gardiens. À la fin de l'été 1943 ils placent des explosifs dans le phare et dans la salle des machines, faisant craindre sa destruction. L'optique et les objets de valeurs sont évacués mais finalement la menace n'est pas mise à exécution. Les Allemands quittent le phare en juin 1944.

### Exploitation contemporaine
En 1997, les 100 ans du phare donnent lieu à de nombreuses festivités. Le phare a été inscrit au titre des monuments historiques le 26 septembre 2005 et classé le 23 mai 2011.
Le phare est dorénavant ouvert au public moyennant une entrée payante. C'est la plus grande attraction touristique du Pays Bigouden (selon entrées payantes) et la 6e du Finistère avec près de 55 000 entrées en 2009.
À partir de novembre 2008 et durant huit mois, le phare a fait l'objet d'importants travaux de restauration au niveau de la salle d'honneur. Cette opération a été menée en vue d'une analyse des structures porteuses en acier. Elle a consisté en un déshabillage des plafonds et des planchers de la salle. Elle a été pilotée et financée par le service des phares et balises de la Direction départementale de l'Équipement du Finistère,,

### Un championnat du monde de course pédestre original

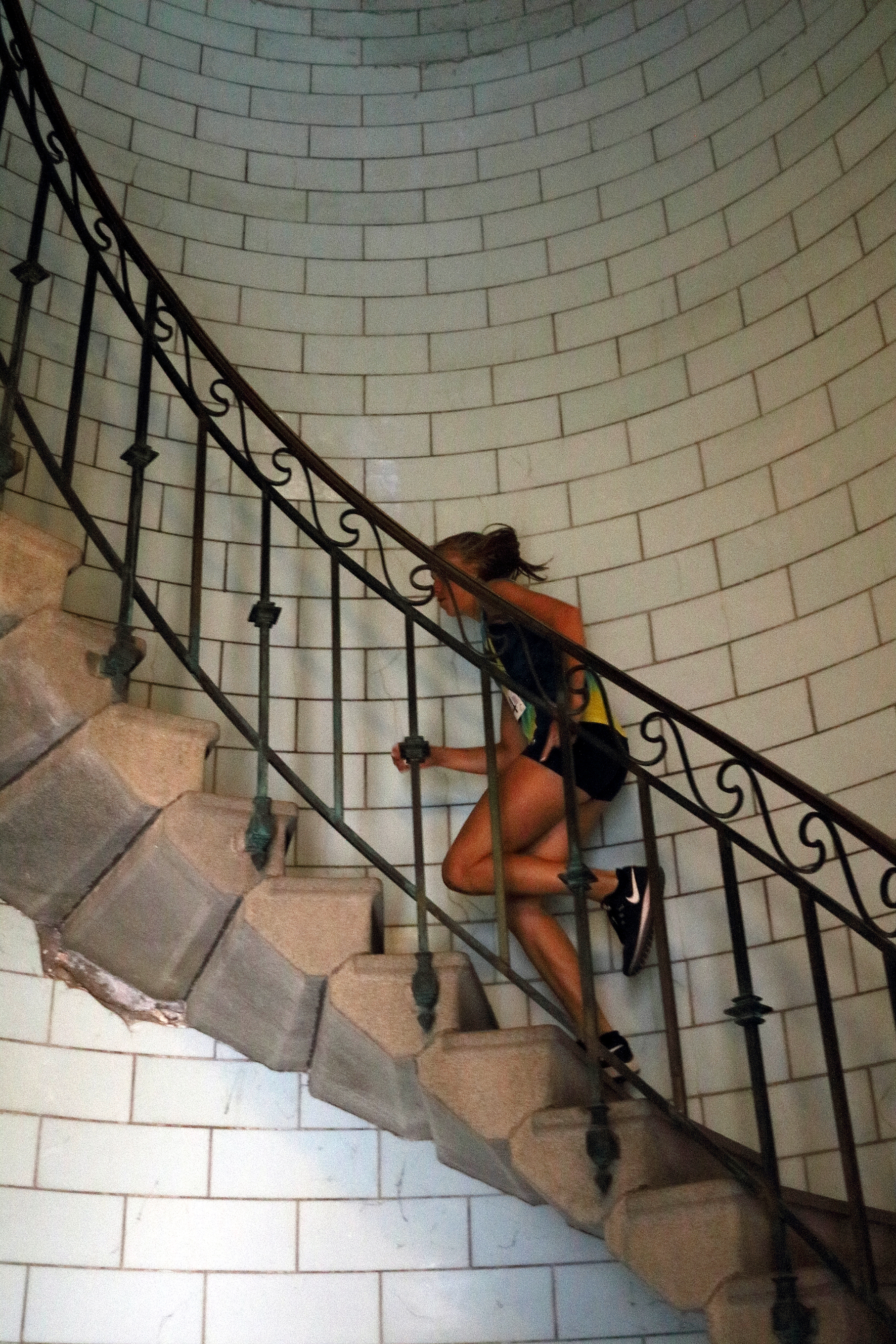
Agathe Guillemot lors de la montée du phare d'Eckmühl le 25 août 2018.

En 2007, les 110 ans du phare donnent lieu à la première édition du "Championnat du monde de l'ascension du phare d'Eckmühl" organisée par le Club athlétique bigouden : cette course pédestre contre la montre consiste à gravir 290 marches, jusqu'à la salle de veille, le plus rapidement possible.
Le record masculin est détenu, depuis la seconde édition, par l'athlète nantais de 400 m haies Loïc Sellin : 56 s 92 en 2008. En 2012, le record est battu par Quentin Thomas, un jeune coureur de 20 ans originaire de Quimper, et pratiquant l'escrime. Le record du monde est alors de 52 s 09. En 2015, le Treffiagatois Maxime Signorino, ancien licencié du CA Bigouden, établit le nouveau record masculin en 46 s 54.

Chez les féminines, l'épreuve est remportée sept fois d'affilée, de 2015 à 2022, par la Penmarchaise Agathe Guillemot, du CA Bigouden. Elle est également détentrice du record, établi en 2021 en 1 min 2 s 88/100,.
Outre les classements individuels, un classement par équipes est établi à l'issue de toutes les séries .

## Le phare dans les arts

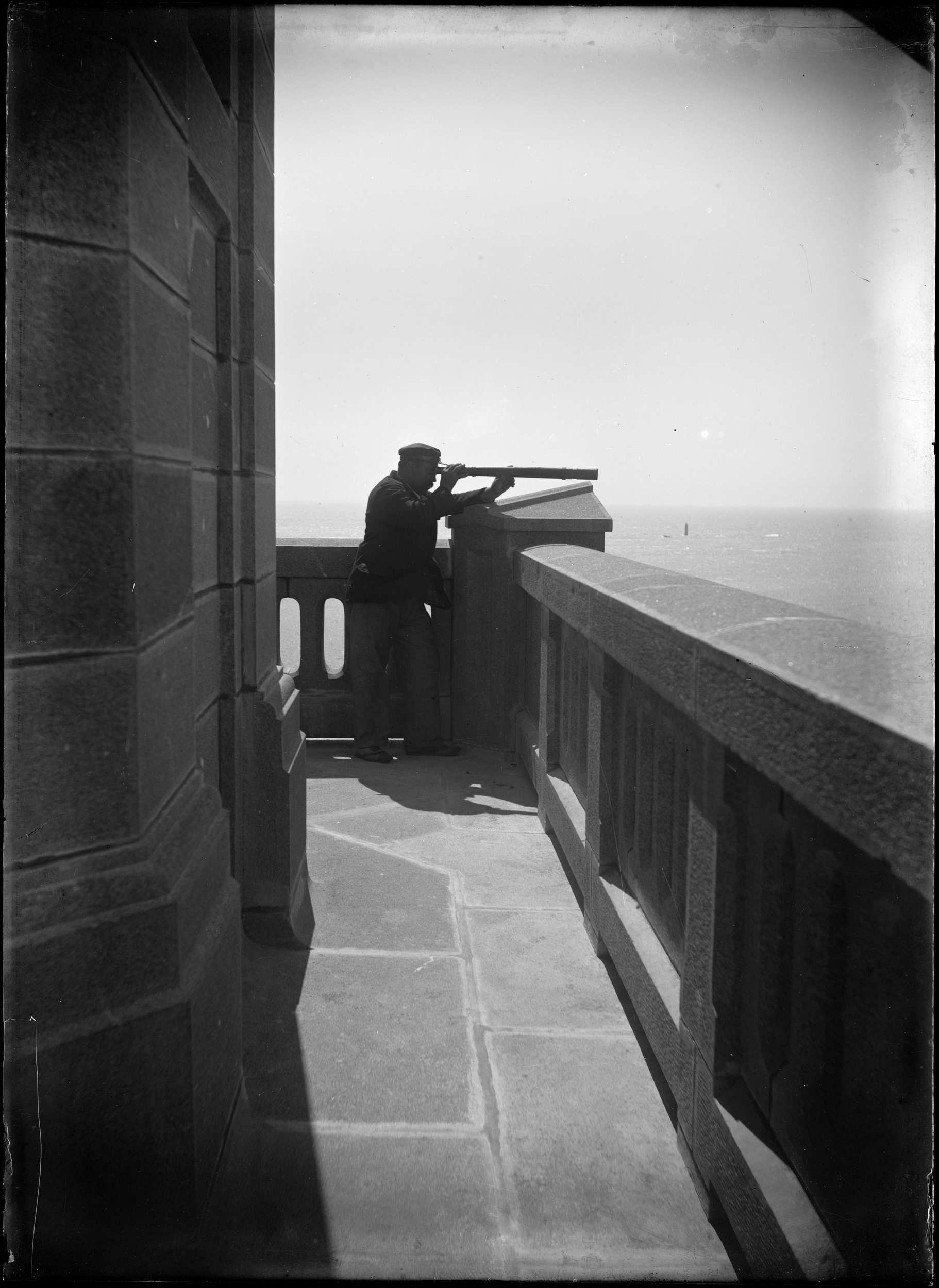
Paul Gruyer, La veillée nocturne au phare d’Eckmühl, 1900, Musée de Bretagne

Le phare inspire à Max Jacob un poème intitulé Le Phare d'Eckmühl dans lequel il compare le rôle d'une femme envers des hommes à celui du phare envers les marins.
Son nom a aussi servi de base au nom de la capitale fictive des bandes dessinées Lanfeust de Troy et Trolls de Troy. Le phare apparaît dans la capitale sur la dernière planche du premier album de Lanfeust de Troy.
En 1961, Robert Humblot a peint un tableau Le phare d'Eckmühl.
L'escalier du phare apparaît en 2004 dans le film dans Un long dimanche de fiançailles.
En 2019, La Poste émet un carnet de douze timbres à validité permanente intitulé « Repères de nos côtes » dans lequel figure le phare d'Eckmühl.